# Монтелибрети
Монтелибрѐти (на италиански: Montelibretti) е градче и община в Централна Италия, провинция Рим, регион Лацио. Разположено е на 232 m надморска височина. Населението на общината е 5130 души (към 2010 г.).